# 678
678(육백칠십팔)은 677보다 크고 679보다 작은 자연수다.

## 수학
- 합성수로, 그 약수는 1, 2, 3, 6, 113, 226, 339, 678이다. 진약수의 합은 690이므로, 678은 과잉수다.
  - 제곱 인수가 없는 36번째 과잉수다. 이 성질을 지닌 앞의 수는 654, 다음 수는 690이다. (OEIS의 수열 A087248)
- 90번째 쐐기수다. 앞의 쐐기수는 670, 다음 쐐기수는 682이다.
- {\displaystyle 7^{14}-1}은 678로 나누어떨어진다.

## 과학
- NGC 678: 양자리 방향에 있는 막대나선은하.
- 678 프레데군디스(영어판): 소행성.

## 교통
- 주간고속도로 제678호선(영어판): 미국의 주간고속도로.

## 군사
- U-678(영어판, 독일어판): 제2차 세계 대전에 사용된 나치 독일의 군용 잠수함.

## 문화유산
- 대한민국의 보물 제678호: 청도 운문사 동·서 삼층석탑

## 작품
- 《678(영어판)》(2010년): 이집트의 스릴러 영화.

## 기타
- 연도: 678년, 기원전 678년